# Светолик Милчич
Светолик Милчич е български инженер, историк и писател, автор на книги с историческа насоченост.

## Биография
Гимназиалното си образование получава в родния си град Сливница. През 1977 г. завършва ВХТИ в София. Специализира металургия в Москва, СССР през 1981 г.
Дългогодишен преподавател във ВХТИ в София, съавтор на учебник „Проектиране на металургични предприятия“.
Известен е още със задълбочени познания за Сръбско-българската война. Автор е на историко-географския очерк „Миналото на село Сливница (Софийско)“ и „Храмове и манастири в Сливнишко“.
На 23 май 2011 г. е обявен за почетен гражданин на Сливница.